# Conrad Albrecht

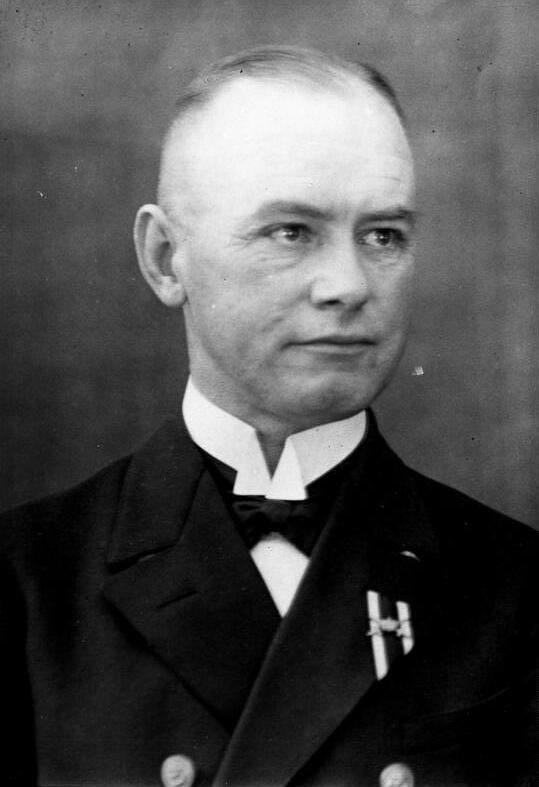
Conrad Albrecht (1930)

Conrad Albrecht (* 7. Oktober 1880 in Bremen; † 20. August 1969 in Hamburg) war ein deutscher Generaladmiral im Zweiten Weltkrieg.

## Militärische Laufbahn
Albrecht trat am 10. April 1899 als Seekadett in die Kaiserliche Marine ein. Seine Grundausbildung absolvierte er auf der Kreuzerfregatte Stosch. Nach weiteren Verwendungen wurde Albrecht als Kapitänleutnant (seit 27. März 1909) im letzten Indienststellungszeitraum vom Oktober 1912 bis 4. September 1914 Kommandant der Sleipner.
Mit Ausbruch des Ersten Weltkriegs wurde er anschließend zum Chef der 1. Torpedoboots-Halbflottille ernannt. Am 12. Oktober 1916 erfolgte seine Beförderung zum Korvettenkapitän, und am 16. Januar 1917 wurde Albrecht Chef der Zerstörer-Flottille Flandern. Dieses Kommando behielt er bis zum 31. Oktober 1918  bei.
Danach war er bis zum 12. März 1920 im Stab der Marinestation der Ostsee tätig. Anschließend übernahm er bis September 1920 als Chef die I. Ostsee-Minensuchflottille und darauf bis 27. März 1923 die I. Flottille. Dort erfolgte am 1. März 1923 seine Beförderung zum Fregattenkapitän. Am 28. März 1923 wurde er Kommandant des Marinearsenals Kiel und am 12. September 1925 wechselte er, bereits am 1. Mai 1925 zum Kapitän zur See befördert, als Chef des Stabes zur Marinestation der Ostsee. Am 1. Dezember 1928 wechselte er als Chef der Marineoffizierspersonalabteilung in die Marineleitung. Dort wurde er am 1. April 1930 zum Konteradmiral befördert. Am 29. September 1930 wurde Albrecht zum Befehlshaber der Aufklärungsstreitkräfte der Marine ernannt.

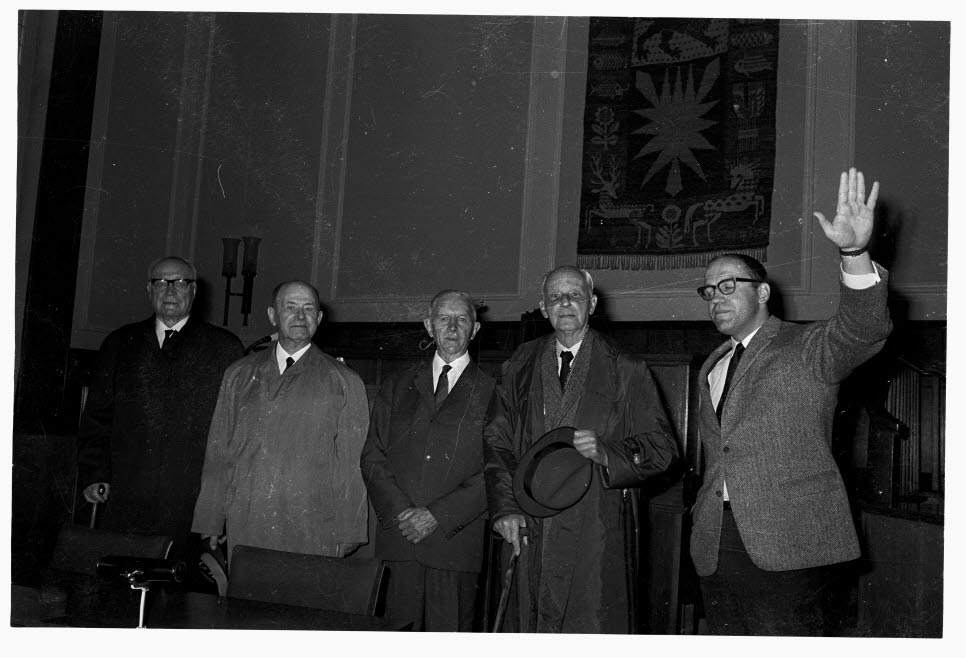
Conrad Albrecht (Zweiter von links) beim Besuch der ehemaligen Marineakademie mit anderen ehemaligen Marineangehörigen, Kiel, 2. Juni 1966.

Am 1. Oktober 1932 erfolgte unter gleichzeitiger Beförderung zum Vizeadmiral seine Ernennung zum Chef der Marinestation der Ostsee. In dieser Dienststellung blieb er auch bei deren Umbenennung in Kommandierender Admiral der Marinestation der Ostsee am 4. Juli 1935. Am 1. Dezember 1935 wurde Albrecht zum Admiral befördert und am 1. November 1938 zum Marinegruppenbefehlshaber Ost ernannt.
Am 1. April 1939 als zweiter Marineoffizier nach Erich Raeder zum Generaladmiral befördert, leitete Albrecht zu Beginn des Zweiten Weltkriegs die Operationen der deutschen Kriegsmarine während des Überfalls auf Polen.
Am 31. Dezember 1939 erfolgte seine Verabschiedung; bereits am Folgetag wurde er zur Verfügung der Kriegsmarine gestellt, zum aktiven Dienst aber nicht mehr herangezogen.

## Auszeichnungen
- Ritterkreuz I. Klasse des Sankt-Olav-Ordens[1]
- Erlöser-Orden, Goldenes Kreuz[1]
- Offizierskreuz des Ordens der Krone von Italien[1]
- Roter Adlerorden IV. Klasse[2]
- Eisernes Kreuz (1914) II. und I. Klasse[2]
- Ritterkreuz des Hausordens von Hohenzollern mit Schwertern[2]
- Preußisches Dienstauszeichnungskreuz[2]
- Friedrich-August-Kreuz II. und I. Klasse[2]
- Hanseatenkreuz Bremen[2]
- Wehrmacht-Dienstauszeichnung IV. bis I. Klasse